# Něharelaje

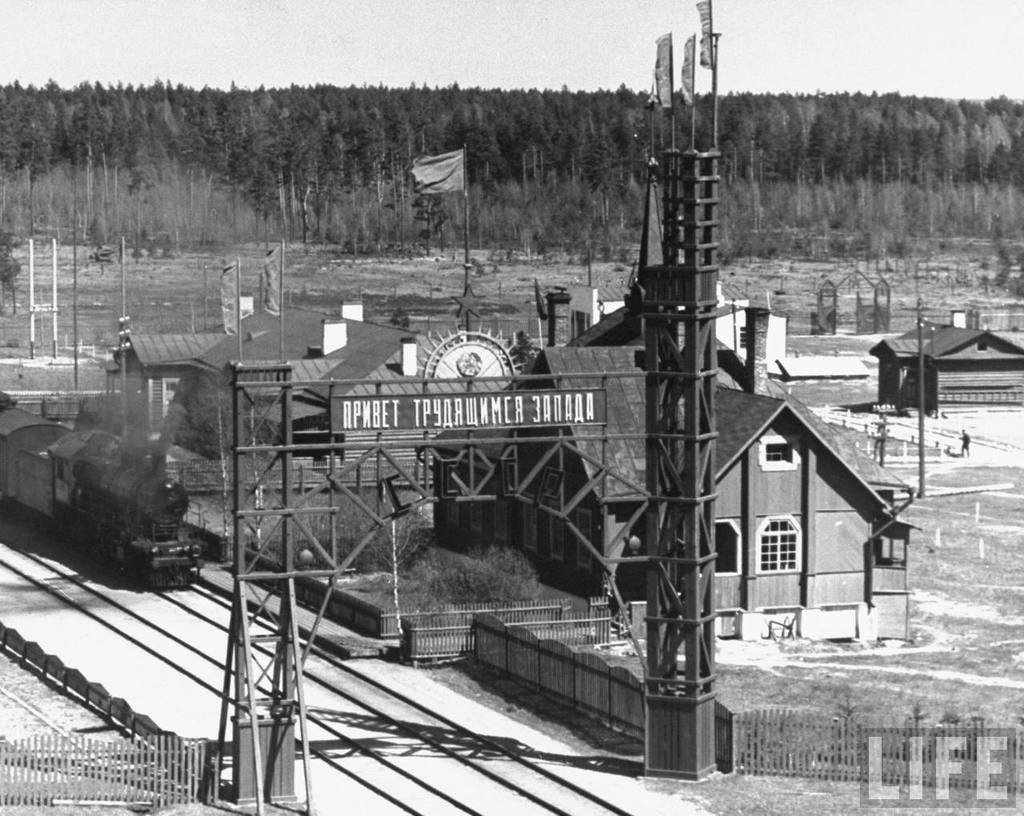
Hraniční přechod ve třicátých letech

Něharelaje (bělorusky Негарэлае) je vesnice v Bělorusku, ležící 48 km západně od Minska. Administrativně je součástí Dzeržinského rajónu Minské oblasti. V roce 2010 zde žilo 971 obyvatel.
Zdejší nádraží bylo v letech 1921 až 1939 jediným oficiálním hraničním přechodem mezi druhou Polskou republikou a SSSR.